# Clematis lanuginosa
Clematis lanuginosa är en ranunkelväxtart som beskrevs av John Lindley.
Clematis lanuginosa ingår i släktet klematisar och familjen ranunkelväxter. Inga underarter finns listade i Catalogue of Life.

## Bildgalleri

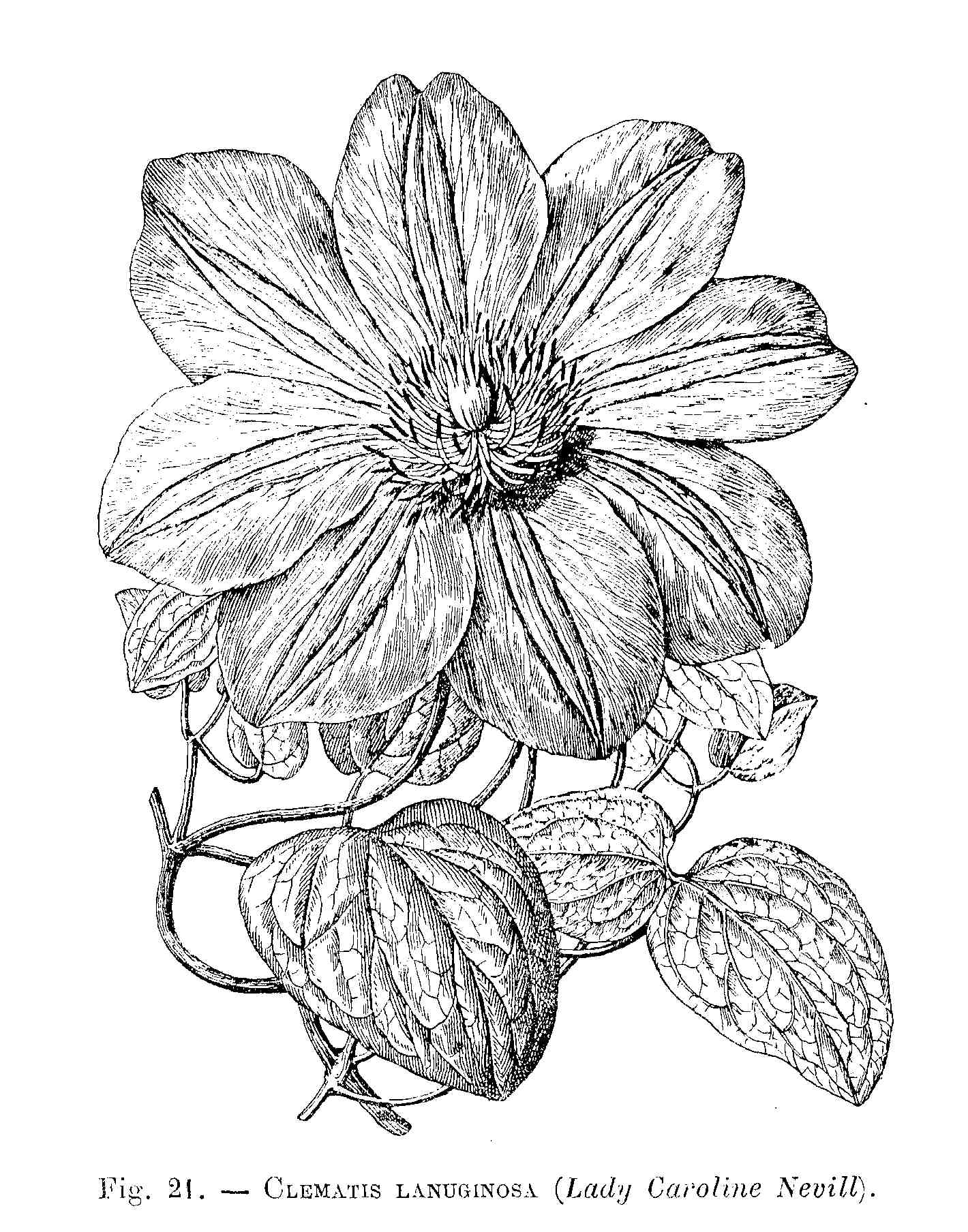
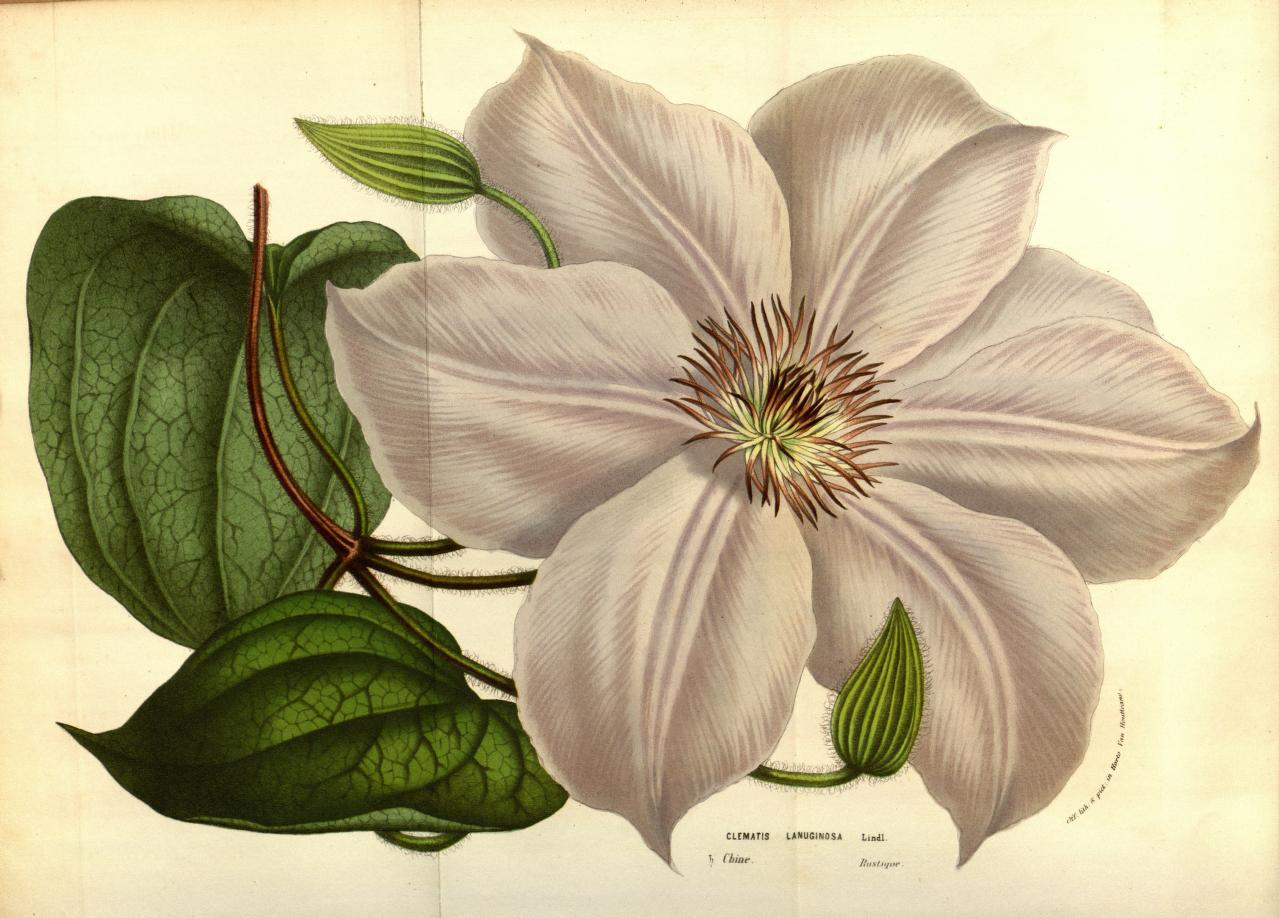
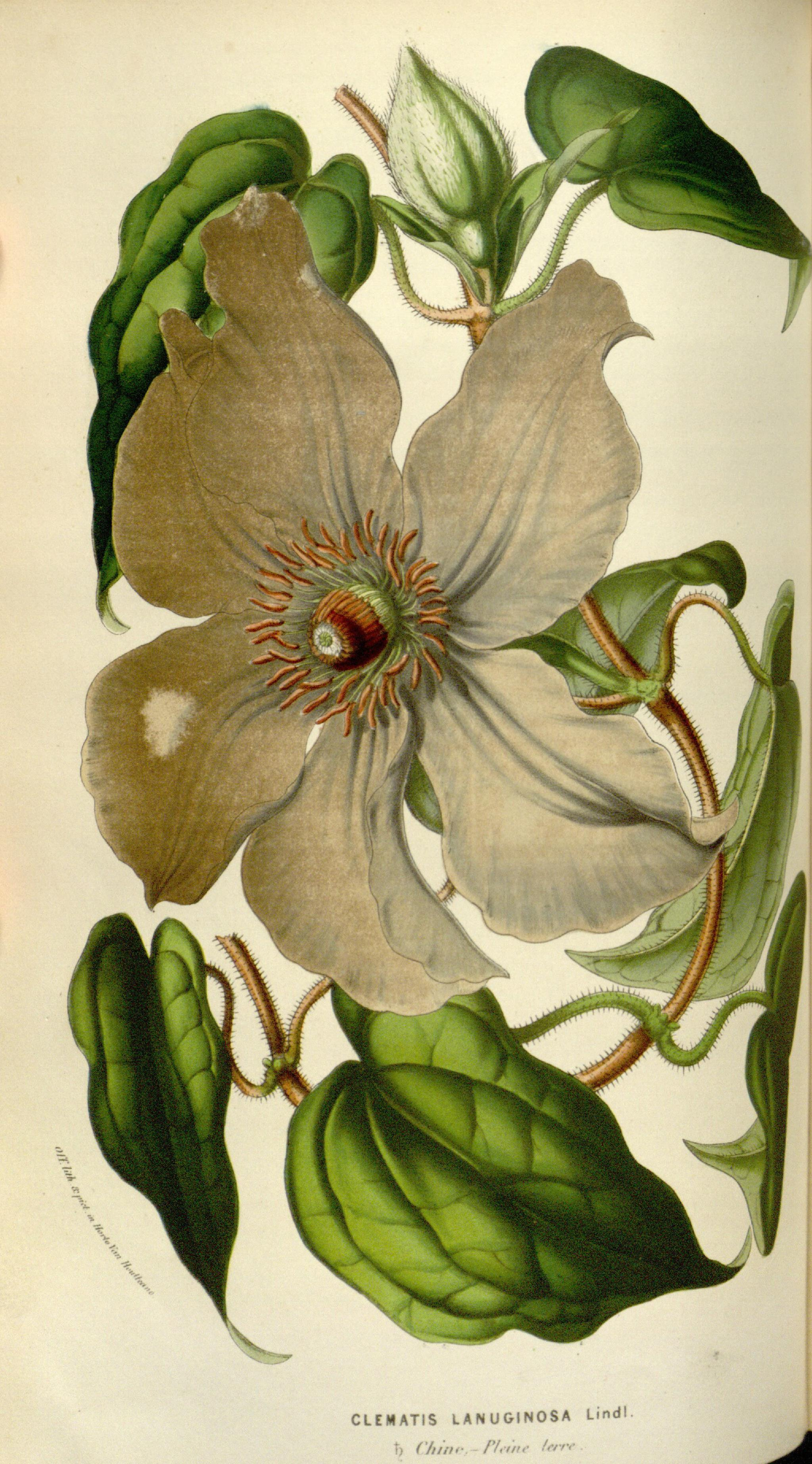